# Contea di Minidoka
La contea di Minidoka (in inglese Minidoka County) è una contea dello Stato dell'Idaho, negli Stati Uniti. La popolazione al censimento del 2000 era di 20 174 abitanti. Il capoluogo di contea è Rupert.

## Geografia
La contea si trova nel centro-sud dello Stato. Si colloca nella pianura del fiume Snake. Il fiume Snake costituisce il confine sud. La contea contiene parte del Monumento e riserva nazionale Craters of the Moon.

### Contee confinanti
- Contea di Blaine - nord/est
- Contea di Cassia - sud
- Contea di Jerome - sud-ovest
- Contea di Lincoln - ovest

## Storia
La contea fu creata nel 1913 e fu chiamata come l'omonimo insediamento. Il nome derivererebbe dalla lingua Lakota o dalla lingua Shoshone.

## Comuni

### Cities
- Acequia
- Burley
- Heyburn
- Minidoka
- Paul
- Rupert (capoluogo)